# Batalla de Tucsón (1779)
La batalla de Tucsón fue un enfrentamiento militar ocurrido el 6 de diciembre del año 1779 entre una partida de guerra apache, dirigida por el jefe Quilcho, y la guarnición española del Presidio Real de San Agustín del Tucsón, encabezada por el capitán Pedro Allande y Saabedra, en el contexto de los ataques apaches a México. El encuentro se saldó con una victoria española.

## La batalla
No se conoce mucho acerca de la que fue la primera batalla de Tucsón. Una fuerza apache, que el capitán Allande estimó en 350 guerreros, se aproximó al presidio español de Tucsón, entonces parte de la provincia de Sonora, del Virreinato de Nueva España. El capitán formó un comando de quince soldados a caballo y se lanzó contra el enemigo. Los lanceros españoles derrotaron a los apaches en una larga batalla. Allande cortó y llevó consigo la cabeza de un cacique caído, que clavó en una lanza como trofeo, para después agitarla ante los apaches supervivientes. Según los informes, estos huyeron del campo de batalla, abandonando su botín de ganado robado. Los españoles mataron e hirieron a varios hombres apaches, entre ellos un hermano del jefe Quilcho. El número exacto de víctimas es desconocido.
Aunque el enfrentamiento se produjo durante la guerra de la Independencia de Estados Unidos, nada tuvo que ver con ella.